# La Découverte du miel
La Découverte du miel – en italien Scoperta del miele – est un tableau réalisé vers 1499 par le peintre italien Piero di Cosimo. Cette huile sur panneau de format horizontal est une peinture mythologique qui représente la découverte du miel par Bacchus, ici accompagné d'Ariane. Ils y figurent entourés de faunes et de bacchantes qui font de la musique pour attirer un essaim d'abeilles jusqu'à un tronc d'arbre creux au milieu de la composition. Exécutée pour Giovanni Vespucci, l'œuvre est conservée depuis 1937 au Worcester Art Museum, à Worcester, dans le Massachusetts. Elle a pour pendant Les Mésaventures de Silène, quant à elles au Fogg Art Museum de Cambridge, dans le même État des États-Unis.

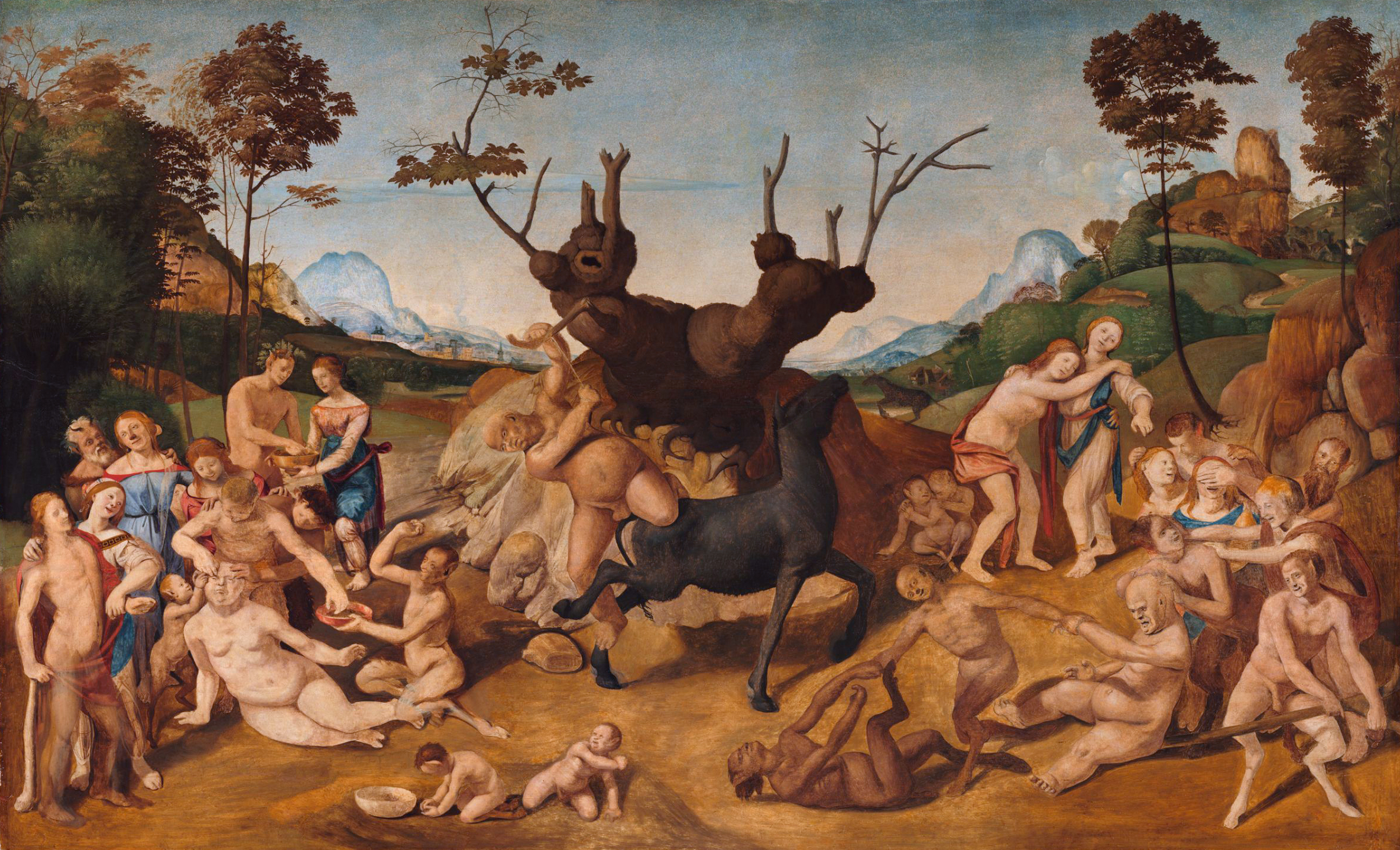
Les Mésaventures de Silène – Fogg Art Museum, Cambridge.